# مدیریت گرمایی (الکترونیک)

گرماگیر راست‌باله 60×۶۰×۱۰ میلی‌متری با مشخصات گرمایی و مسیرهای جریان همرفت اجباری متحرک چرخشی از یک فن لوله‌محوری، پیش‌بینی‌شده با استفاده از یک بسته تحلیلی سی‌اف‌دی.

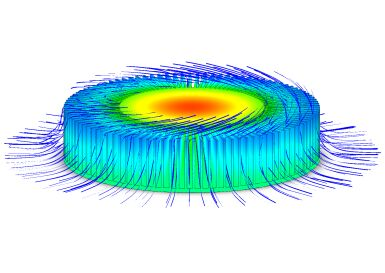
گرماگیر شعاعی با نمایه گرمایی و مسیرهای جریان همرفت اجباری چرخشی (با استفاده از تحلیل CFD)

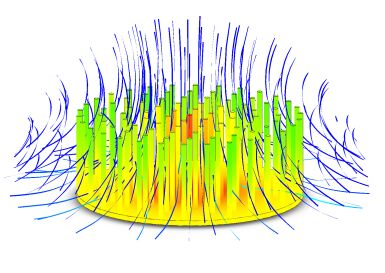
گرماگیر باله سنجاقی با نمایه گرمایی و مسیرهای جریان همرفتی دیون (با استفاده از تحلیل CFD)

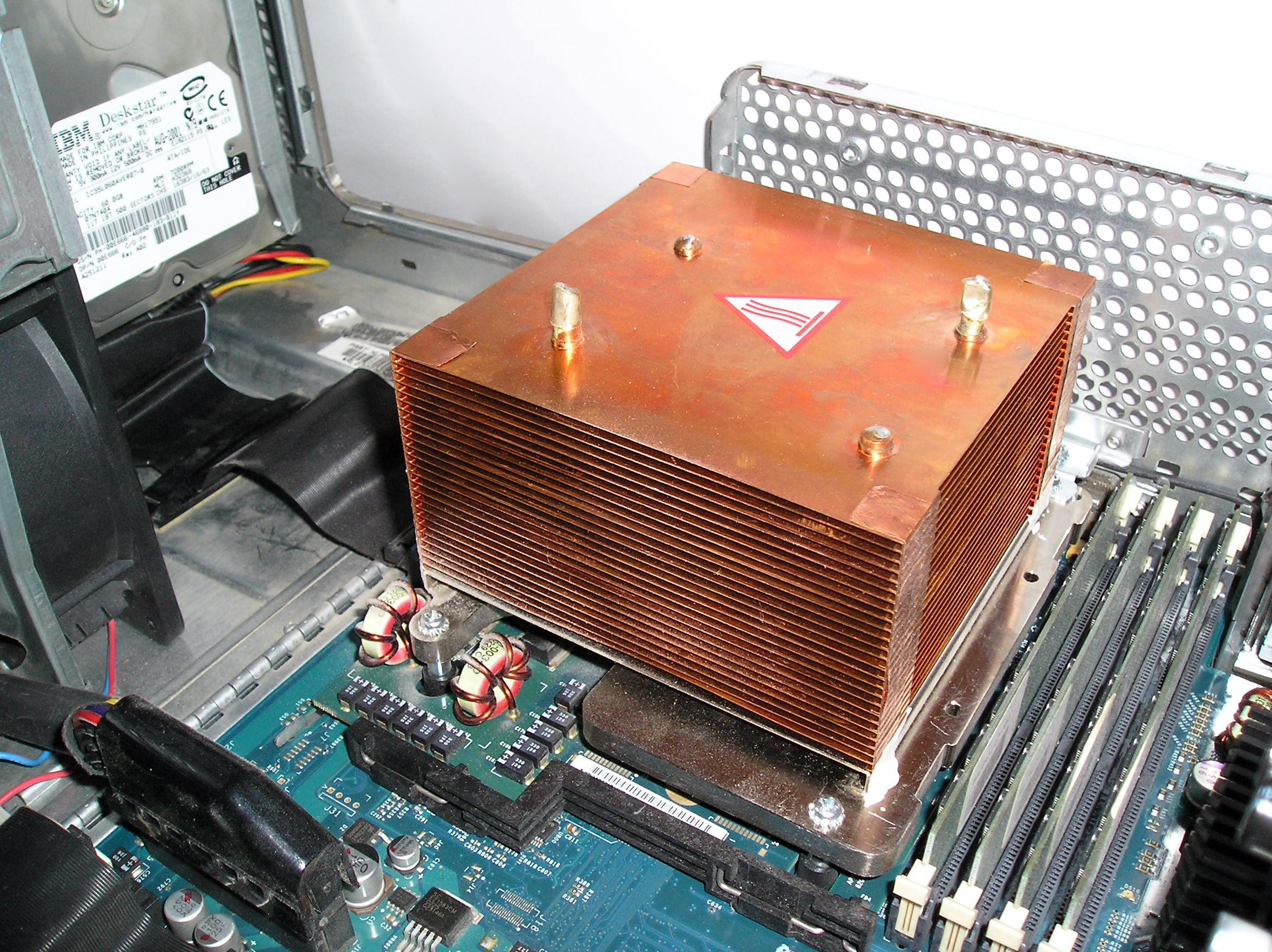
گرماگیر در رایانه رایانه ایستگاه‌کاری

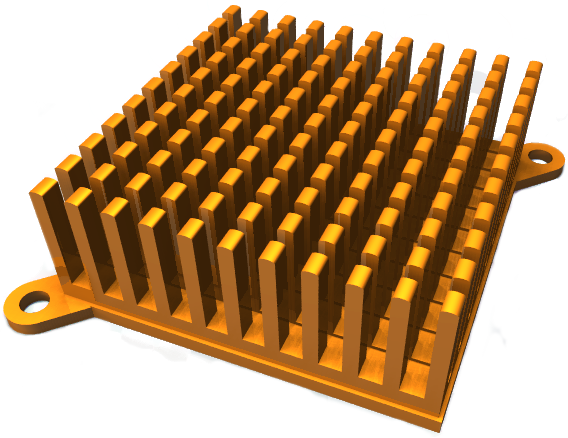
برداشت یک هنرمند از گرماگیر مادربرد، که با استفاده از POVRay ارائه شده است

خنک‌کننده ترموالکتریک همرفت آزاد (خنک‌کننده پلتیر) با خطوط‌تراز دمای سطح گرماگیر، و برخاست جریان هوای گرم‌تر و فروکش مسیر جریان هوای خنک‌تر، با استفاده از یک بسته تحلیلی CFD پیش‌بینی شده است.

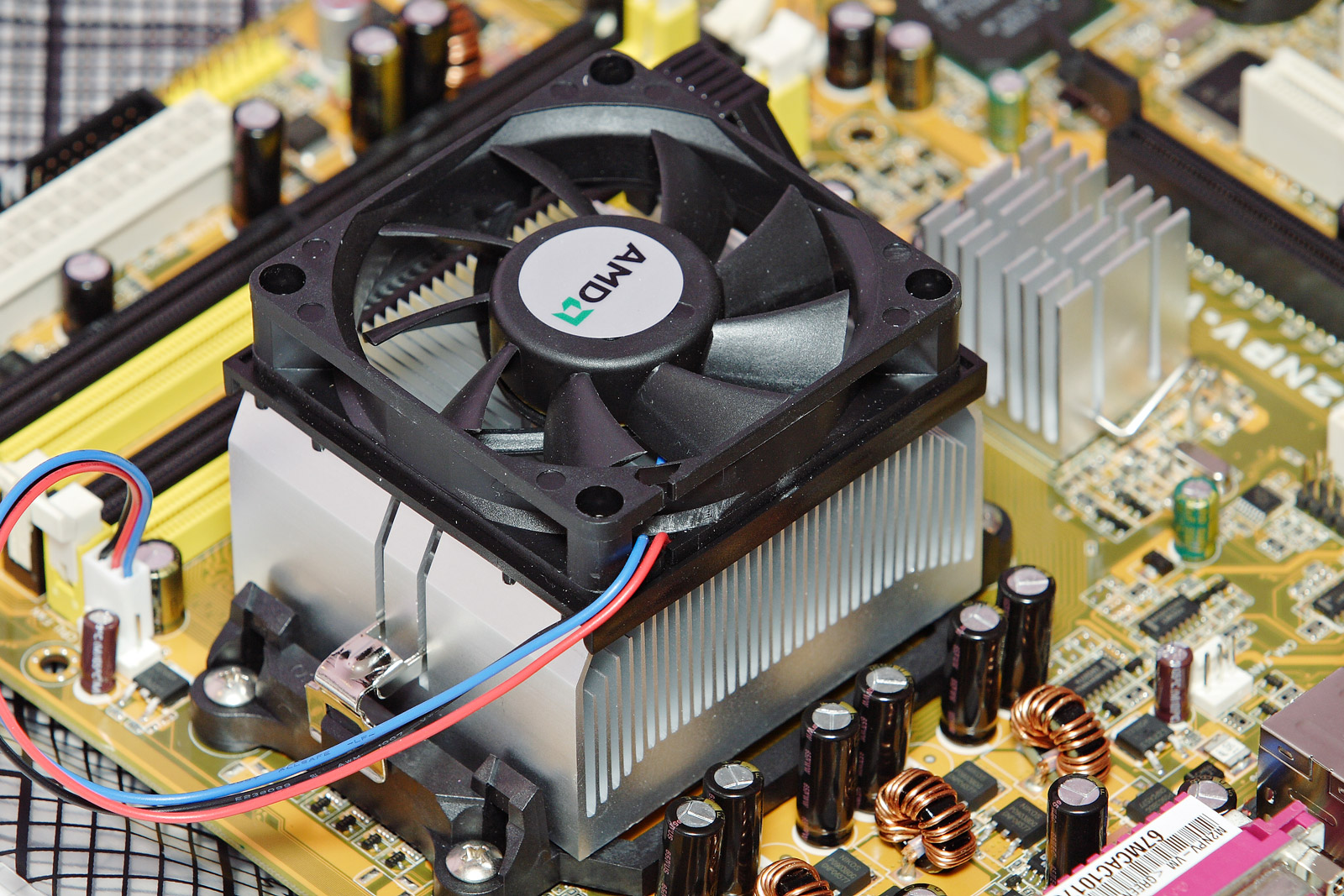
گرماگیر CPU با فن متصل شده

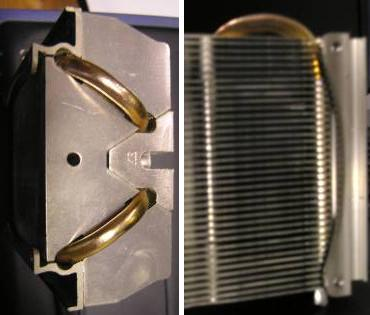
یک گرماگیر (آلومینیوم) دارای لوله گرما (مس)

تمام افزاره‌ها و مدارهای الکترونیکی گرمای اضافی تولید می‌کنند و بنابراین برای بهبود قابلیت اطمینان و جلوگیری از خرابی زودرس نیاز به مدیریت گرمایی یا مدیریت حرارتی دارند. مقدار گرمای خروجی برابر با توان ورودی است، در صورتی که اندرکُنش‌های انرژی دیگری وجود نداشته باشد. فنون‌های مختلفی برای خنک‌سازی وجود دارد که از آن جمله می‌توان به انواع سبک‌های گرماگیر، خنک‌کننده‌های ترموالکتریک، سامانه‌ها و فن‌های هوای اجباری، لوله‌های گرمایی و غیره اشاره کرد. در مواردی دمای بسیار پایین محیطی، ممکن است در واقع برای دستیابی به عملکرد رضایت بخش، لازم باشد که قطعات الکترونیکی گرم شوند.

## نمای‌کلی

### مقاومت گرمایی افزاره‌ها
این معمولاً به عنوان مقاومت گرمایی از پیوند به بدنه افزاره نیم‌رسانا ذکر می‌شود. واحدهای آن درجه سانتی‌گراد بر وات (C/W°) هستند. به عنوان مثال، یک گرماگیر با امتیاز ۱۰ درجه سانتیگراد بر وات، وقتی ۱ وات گرما را دفع کند، ۱۰ درجه سانتی گراد گرمتر از هوای اطراف می‌شود؛ بنابراین، گرماگیر با مقدار C/W° پایین کارآمدتر از گرماگیر با مقدار C/W° بالا است. با توجه به دو افزاره نیم‌رسانا در یک بسته، مقاومت پیوند به محیطی (RθJ-C) پایین‌تر نشان دهنده افزاره کارآمدتر است. با این حال، هنگام مقایسه دو افزاره با مقاومت‌های گرمایی بسته‌های بدوندای مختلف (مثلاً دایرکت‌فت ام‌تی در مقابل سیم‌باند 5x6 میلی‌متری پی‌کیواف‌ان)، مقادیر مقاومت پیوند به محیط یا پیوند به بدنه آن‌ها ممکن است مستقیماً با بازدهی‌های مقایسه‌ای آنها مرتبط نباشد. بسته‌های نیم‌رسانای مختلف ممکن است جهت‌های دای متفاوت، جرم مِس (یا فلز دیگر) اطراف دای، مکانیک‌های مختلف اتصال دای و ضخامت قالب‌گیری متفاوت داشته باشند، که همگی می‌توانند به‌طور قابل‌توجهی مقادیر مقاومت پیوند به بدنه یا پیوند به محیط متفاوت داشته باشند؛ بنابراین اعداد بازده کلی مبهم است.

### ثابت‌های زمانی گرمایی
ذخیره گرمایی گرماگیر را می‌توان به عنوان یک خازن (ذخیره گرما به جای بار) و مقاومت گرمایی را به عنوان مقاومت الکتریکی (معیاری از سرعت دفع گرمای ذخیره شده در نظر گرفت). این دو جزء با هم یک مدار RC گرمایی را با ثابت زمانی مرتبط با حاصلضرب R و C تشکیل می‌دهند. این کمیت می‌تواند برای محاسبه قابلیت اتلاف گرمای پویای یک افزاره، به روشی مشابه با مورد الکتریکی استفاده شود.

### مواد رابط گرمایی
یک ماده رابط گرمایی یا ماستیک (معروف به تی‌آی‌ام) برای پُر کردن شکاف بین سطوح انتقال گرمایی، مانند بین ریزپردازنده‌ها و گرماگیرها، به منظور افزایش بازدهی انتقال گرمایی استفاده می‌شود. مقدار رسانندگی گرمایی آن در جهت Z نسبت به جهت xy بالاتر است.

## کاربردها

### رایانه‌های شخصی
با توجه به پیشرفت‌های فناوری اخیر و علاقه عمومی، بازار گرماگیر خرده‌فروشی به بالاترین حد خود رسیده است. در اوایل دهه ۲۰۰۰، CPUهایی تولید شدند که گرمای بیشتری را نسبت به قبل منتشر می‌کردند و نیاز به سامانه‌های خنک‌سازی با کیفیت را تشدید می‌کردند.

### لحیم‌کاری
گاهی هنگام لحیم‌کاری بُردهای مدار از گرماگیرهای موقت استفاده می‌شد که از آسیب رساندن گرمای بیش از حد به وسایل الکترونیکی حساس اطراف جلوگیری می‌کرد. در ساده‌ترین حالت، این به معنای گرفتن بخشی از یک قطعه با استفاده از یک گیره سوسماری فلزی سنگین یا گیره مشابه است. افزاره‌های نیم‌رسانای نوین که برای مونتاژ با لحیم‌کاری فرونشینی طراحی شده‌اند، معمولاً می‌توانند دمای لحیم‌کاری را بدون آسیب تحمل کنند. از سوی دیگر، اجزای الکتریکی مانند نِی کلیدهای مغناطیسی در صورت قرار گرفتن در معرض هویه‌هایی با توان بالاتر، ممکن است دچار اختلال شوند، بنابراین این روش هنوز بسیار مورد استفاده قرار می‌گیرد.

### باتری‌ها
در باتری مورد استفاده برای وسایل نقلیه الکتریکی، عملکرد اسمی باتری معمولاً برای دمای کاری در حدود محدوده ۲۰+ درجه سانتیگراد تا ۳۰+ درجه سانتیگراد مشخص می‌شود؛ با این حال، اگر باتری در دماهای بالاتر یا به‌ویژه در دمای پایین‌تر کار کند، عملکرد واقعی می‌تواند به میزان قابل‌توجهی از این انحراف داشته باشد، بنابراین برخی از خودروهای الکتریکی دارای گرمایش و سرمایش برای باتری‌های خود هستند.

## روش‌شناسی‌ها

### گرماگیرها
گرماگیرها به‌طور گسترده در الکترونیک استفاده می‌شوند و برای ریزالکترونیک نوین ضروری شده‌اند. ریزپردازنده‌ها و نیم‌رساناهای کنترل‌پذیر قدرت، نمونه‌هایی از الکترونیکی هستند که برای کاهش دمای خود از طریق افزایش ذخیره گرمایی و اتلاف گرما (عمدتاً توسط رسانش و همرفت و تا حدی کمتر توسط تابش) به یک گرماگیر نیاز دارند. گرماگیرها تقریباً برای مدارهای مجتمع نوین مانند ریزپردازنده‌ها، DSPها، GPUها و غیره ضروری شده‌اند.
گرماگیر معمولاً از پایه ای با یک یا چند سطح صاف و مجموعه ای از برآمدگی‌های شانه‌ای یا باله‌مانند تشکیل شده است تا سطح تماس گرماگیر با هوا را افزایش دهد و در نتیجه سرعت اتلاف گرما را افزایش دهد. در حالی که یک گرماگیر یک جسم ایستا است، یک فن اغلب با ایجاد جریان هوای بیشتر بر روی گرماگیر به گرماگیری کمک می‌کند - بنابراین با جایگزین کردن هوای گرم شده با سرعت بیشتری نسبت به همرفت غیرفعال، گرادیان دمایی بیشتری را حفظ می‌کند - این به عنوان یک سامانه هوای-اجباری شناخته می‌شود.

### صفحه سرد
قرار دادن یک صفحه فلزی ضخیم رسانا، که به آن صفحه سرد گفته می‌شود، به عنوان رابط انتقال گرما بین یک منبع گرما و یک سیال سرد جاری (یا هر گرماگیر دیگر) ممکن است عملکرد خنک‌سازی را بهبود بخشد. در چنین ترتیبی، منبع گرما به جای اینکه در تماس مستقیم با سیال خنک‌ساز خنک شود، در زیر صفحه ضخیم خنک می‌شود. نشان داده شده است که صفحه ضخیم می‌تواند به‌طور قابل توجهی انتقال حرارت بین منبع گرما و سیال خنک‌سازی را با هدایت جریان گرما به شیوه ای بهینه بهبود بخشد. دو مزیت جذاب این روش این است که توان پمپاژ اضافی و مساحت سطح انتقال حرارت اضافی ندارد که کاملاً با پَره‌ها (سطوح کشیده) متفاوت است.

#### ساخت و مواد
در حالت ایدئال، گرماگیر از یک رسانای گرمایی خوب مانند نقره، طلا، مس یا آلیاژ آلومینیوم ساخته می‌شوند. مس و آلومینیوم از جمله مواد پرکاربرد برای این منظور در وسایل الکترونیکی هستند. مس ({\textstyle \ W/{(m.K)}}۴۰۱ در ۳۰۰ کلوین) به‌طور قابل توجهی گرانتر از آلومینیوم است ({\textstyle \ W/{(m.K)}} 237 در ۳۰۰ کلوین) اما تقریباً دو برابر یک رسانای گرمایی کارآمد است. آلومینیوم دارای مزیت قابل‌توجهی است که می‌توان آن را به راحتی با روزن‌رانی تشکیل داد و در نتیجه برش‌های مقطعی پیچیده را امکان‌پذیر می‌کند. آلومینیوم همچنین بسیار سبک‌تر از مس است و فشار مکانیکی کمتری را بر روی قطعات ظریف الکترونیکی ایجاد می‌کند. برخی از گرماگیرهای ساخته شده از آلومینیوم دارای یک هسته مسی هستند. سطح تماس گرماگیر (پایه) باید صاف و هموار باشد تا از بهترین تماس گرمایی با جسمی که نیاز به خنک‌سازی دارد اطمینان حاصل شود. اغلب از یک گریس رسانشی گرمایی برای اطمینان از تماس گرمایی بهینه استفاده می‌شود. چنین ترکیباتی اغلب حاوی نقره کلوئیدی هستند. علاوه بر این، یک سازوکار بستن، پیچ‌ها یا چسب گرمایی، گرماگیر را محکم روی قطعه نگه می‌دارد، اما به‌طور خاص بدون فشاری که باعث خرد شدن قطعه شود.

#### کارایی
عملکرد گرماگیر (شامل همرفت آزاد، جابجایی اجباری، خنک‌شدن با مایع و هر ترکیبی از آنها) تابعی از مواد، هندسه و ضریب انتقال گرمای کلی سطح است. به‌طور کلی، عملکرد گرمایی گرماگیر جابجایی اجباری با افزایش رسانندگی گرمایی مواد گرماگیر، افزایش سطح (معمولاً با افزودن سطوح گسترده مانند پره‌ها یا اسفنج فلزی) و با افزایش ضریب انتقال گرمای مساحت سراسری (معمولاً با افزایش سرعت سیال، مانند افزودن فن، پمپ و غیره) بهبود می‌یابد.
ماشین حساب‌های گرماگیر آنلاین از شرکت‌هایی مانند Novel Concepts, Inc. و www.heatsinkcalculator.com می‌توانند به‌طور دقیق عملکرد گرماگیر همرفت اجباری و طبیعی را تخمین بزنند.

### خنک‌سازی هوای همرفتی
این اصطلاح خنک‌سازی افزاره توسط جریان‌های همرفت هوای گرم را توصیف می‌کند که اجازه می‌دهد از محدوده قطعه خارج شود تا با هوای خنک تر جایگزین شود. از آنجایی که هوای گرم به‌طور معمول بالا می‌آید، این روش معمولاً برای مؤثر بودن نیاز به تهویه در بالا یا دو طرف بدنه دارد.

### خنک‌سازی هوای اجباری
اگر هوای وارد شده به سامانه بیشتر از پمپ‌شده خارج شود (به دلیل عدم تعادل در تعداد فن‌ها)، به این جریان هوای «مثبت» گفته می‌شود، زیرا فشار داخل واحد بیشتر از بیرون است.
جریان هوای متعادل یا خنثی کارآمدترین است، اگرچه جریان هوای اندکی مثبت در صورت فیلتر صحیح می‌تواند منجر به تجمع گرد و غبار کمتری شود.

### لوله‌های حرارتی
لوله گرمایی یک دستگاه انتقال حرارت است که از تبخیر و تراکم یک «سیال کارا» یا سردکننده دو فاز برای انتقال مقادیر زیادی گرما با اختلاف بسیار کم در دما بین رابط‌های گرم و سرد استفاده می‌کند. یک لوله حرارتی معمولی از لوله توخالی مهر و موم شده ساخته شده از یک فلز گرما-رسانشی مانند مس یا آلومینیوم و یک فیتیله برای بازگرداندن سیال کاری از تبخیرکن به چگالنده تشکیل شده است. لوله شامل مایع اشباع شده و بخار یک سیال کارا (مانند آب، متانول یا آمونیاک) است که همه گازهای دیگر از این امر مستثنی هستند. رایج‌ترین لوله گرمایی برای مدیریت گرمایی قطعات الکترونیک دارای یک پوشش مسی و فتیله است که آب به عنوان سیال کار می‌کند. اگر لوله گرمایی باید زیر نقطه انجماد آب کار کند از مس/متانول استفاده می‌شود و از لوله‌های گرمایی آلومینیومی/آمونیاک برای خنک‌سازی قطعات الکترونیکی در فضا استفاده می‌شود.
مزیت لوله‌های گرمایی بازدهی زیاد آنها در انتقال گرما است. رسانندگی گرمایی لوله‌های گرمایی می‌تواند تا {\textstyle \ W/{(m.K)}}۱۰۰۰۰۰ باشد، برخلاف مِس که رسانندگی گرمایی آن حدود {\textstyle \ W/{(m.K)}}۴۰۰ است.

### صفحات خنک‌سازی پلتیر
صفحات سردکننده پلتیه ‎/ˈpɛlti.eɪ/‎ از اثر پلتیه برای ایجاد شار گرمایی بین محل پیوند دو رسانا مختلف الکتریسیته با اعمال جریان الکتریکی استفاده می‌کند. این اثر معمولاً برای خنک‌سازی قطعات الکترونیکی و ابزارهای کوچک استفاده می‌شود. در عمل، بسیاری از این پیوندها ممکن است به صورت سری مرتب شوند تا اثر را تا میزان گرمایش یا سرمایش مورد نیاز افزایش دهند.

### پیشرفت‌های اخیر
اخیراً، مواد رسانندگی گرمایی بالا مانند الماس مصنوعی و سینک‌های خنک‌سازی آرسنید بور در حال تحقیق برای ارائه خنک‌سازی بهتر هستند. آرسنید بور با رسانندگی گرمایی بالا و رسانایی مرزی گرمایی بالا با ترانزیستورهای نیترید گالیوم و بنابراین عملکرد بهتری نسبت به فناوری‌های خنک‌سازی الماس و کاربید سیلیکون گزارش شده است. به عنوان مثال، با بودجه وزارت دفاع ایالات متحده، تحقیقاتی با استفاده از ترانزیستورهای نیترید گالیوم با چگالی توان بالا با الماس مصنوعی به عنوان رسانای گرمایی در حال انجام است.

## شبیه‌سازی گرمایی قطعات الکترونیک

### طراحی
استفاده از شبیه‌سازی گرمایی به‌عنوان بخشی از فرایند طراحی، ایجاد یک طراحی محصول بهینه و نوآورانه را ممکن می‌سازد که مطابق با مشخصات و الزامات قابلیت اطمینان مشتریان باشد.

### بهینه‌سازی
طراحی سامانه خنک‌سازی تقریباً برای هر تجهیزاتی در صورت وجود فضا، توان و بودجه نامحدود آسان است.

### اعتبارسنجی
به‌طور سنتی، اولین باری که طراحی گرمایی تجهیزات تأیید می‌شود، پس از ساخت نمونه اولیه است. رفع مشکل در مرحله طراحی سریعتر و ارزانتر از اصلاح طرح پس از ایجاد نمونه اولیه است.

## محیط‌های مخابراتی
اقدامات مدیریت حرارتی باید برای قرار دادن تجهیزات گرمای بالا در اتاق‌های مخابرات انجام شود.
با توجه به تلکوردیا GR-3028، مدیریت حرارتی در دفاتر مرکزی مخابراتی، رایج‌ترین روش خنک‌سازی داخلی تجهیزات نوین مخابراتی، استفاده از فن‌های پرسرعت متعدد برای ایجاد خنک‌سازی همرفتی اجباری است. اگرچه خنک‌سازی مایع مستقیم و غیرمستقیم ممکن است در آینده معرفی شود، طراحی فعلی تجهیزات الکترونیکی جدید در جهت حفظ هوا به عنوان وسیله خنک‌سازی است.

## بیشتر خواندن
- Ogrenci-Memik, Seda (2015). Heat Management in Integrated circuits: On-chip and system-level monitoring and cooling. London, United Kingdom: The Institution of Engineering and Technology. ISBN 978-1-84919-935-3. OCLC 934678500.